# 도요노정
도요노정(일본어: 豊能町)은 일본 오사카부 도요노군의 정이다.

## 지리
도요노정은 오사카부 북단의 호쿠세쓰 지역을 구성하는 지자체 중 하나이며 교토부와 효고현의 접점에 위치한다. 또 호쿠세쓰 산지 안에 있어 고도가 높아서 인접하는 노세정과 함께 "오사카의 가루이자와", 혹은 한랭한 것을 강조해 "오사카의 홋카이도", "오사카의 시베리아" 등으로 칭해지기도 한다. 해당하는 지역(동남부 일대)의 고도는 400~600m 정도로 오사카부 중심부보다 대체로 3°C 정도는 기온이 낮다. 또 호쿠세쓰 산지에 포함되어 겨울에는 버스가 운휴할 정도의 강설에 휩쓸리고 온도는 영하가 되기도 한다. 한편 서쪽 지구 일대는 표고 200~300m이고 동쪽 지구에 비해 강설량이 적다. 정역의 대부분이 개정 전 율령국으로는 셋쓰국이며 옛 노세군이지만 고산 지구는 이바라키시에서 편입된 지역이며 옛 미시마군 교타니촌이다. 또 마키·데라다 두 지방구는 가메오카시에서 편입된 지역이고 옛 교토부 미나미쿠와다군 니시베쓰인촌이다. 마키·데라다 두 지방구는 옛 단바국이기도 하다.

## 역사
- 1889년 - 시정촌제 공포와 함께 노세군 히가시노세촌, 요시카와촌이 탄생하였다.
- 1896년 - 노세군과 도요시마군이 합병해 도요노군이 되었다.
- 1956년 - 요시카와촌과 히가시노세촌이 합병해 신히가시노세촌이 탄생하였다.
- 1977년 - 정으로 승격해 도요노정이 탄생하였다.

## 교통

### 철도
- 노세 전철(일본어판) 묘켄선(일본어판)

### 도로
- 국도 제423호선 (일본)(일본어판)
- 국도 제477호선 (일본)(일본어판)